# Kniescheibe

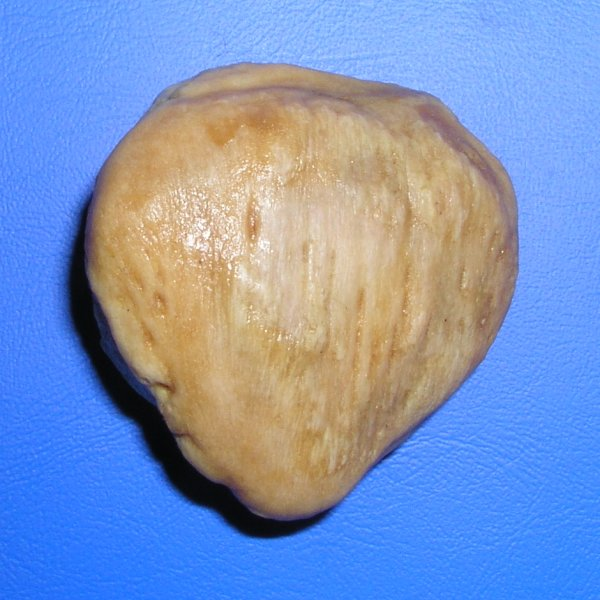
Linke Kniescheibe – Vorderansicht

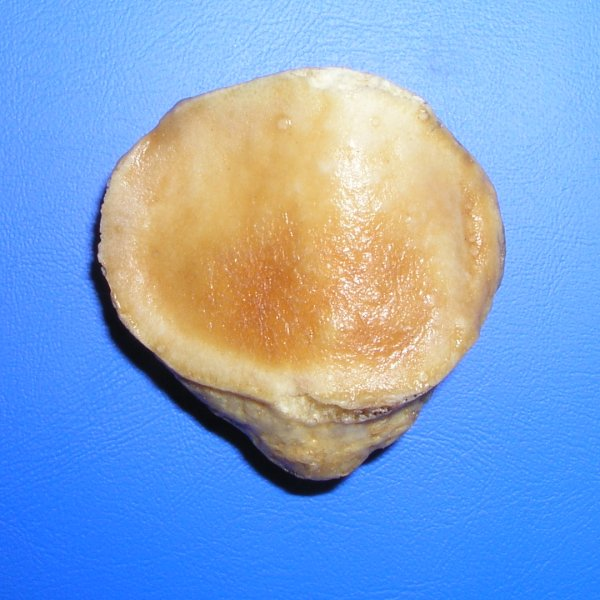
Linke Kniescheibe – Hinteransicht

Die Kniescheibe (lateinisch Patella) ist ein flacher, scheibenförmiger, von vorne betrachtet dreieckiger Knochen, der vor dem Kniegelenk liegt, an dessen Gelenkflächen er beteiligt ist. Die Kniescheibe fungiert als Sesambein in der Sehne des Musculus quadriceps femoris (vierköpfiger Oberschenkelmuskel). Sie schützt das Kniegelenk und vervielfacht die Kraftentwicklung des Quadrizeps durch die Verlängerung des Hebelarmes. Die Verknöcherung der Kniescheibe erfolgt beim Menschen über mehrere Ossifikationszentren ab dem dritten Lebensjahr.

## Anatomie

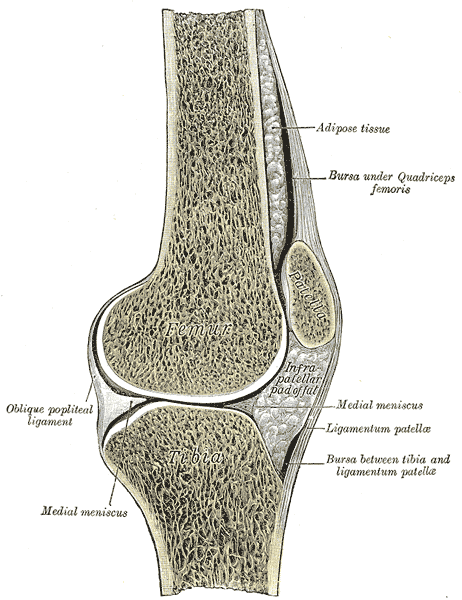
Position der Kniescheibe im Kniegelenk

Die Kniescheibe besitzt zwei Flächen:
- Die Facies anterior („Vorderfläche“) ist konvex (nach außen gewölbt) und weist kleine Öffnungen auf, durch die die versorgenden Gefäße in das Innere des Knochens ziehen. Oberflächliche Anteile der Quadrizeps-Sehne bedecken die Kniescheibe und setzen sich somit vom Quadriceps distal (körperfern) in das Ligamentum patellae (Kniescheibenband) fort. Der Hauptanteil der Quadricepssehne strahlt von proximal (körpernah) in die Kniescheibe ein und tritt distal wieder aus, um das Ligamentum patellae Patellarband zu bilden. Weiter vorne sorgt ein Schleimbeutel, die Bursa subcutanea prepatellaris für Polsterung und Verschieblichkeit gegenüber der Haut.
- Die Facies posterior („Hinterfläche“) ist in den oberen zwei Dritteln von hyalinem Gelenkknorpel überzogen, welcher mit etwa 6 mm der dickste Gelenkknorpel im menschlichen Körper ist.[2] Die Facies posterior weist einen vertikalen Grat auf, der sich in den Spalt (Sulcus intercondylaris) zwischen den Condylen (Gelenkknorren) des Oberschenkelknochens einfügt. Er unterteilt die Hinterfläche in zwei Facetten, die wiederum mit den Condylen in Verbindung stehen (artikulieren). Normalerweise beträgt der Winkel zwischen den beiden Facetten 120°–140°.[2] Die laterale (seitliche) Facette ist gewöhnlich deutlich breiter. Je nach Verhältnis der Facetten zueinander werden nach Wiberg und Baumgartl vier Patellaformen unterschieden.[1]

Entsprechend den zwei Flächen besitzt die Kniescheibe drei Ränder:
- Der obere, kräftige Rand (Margo superior) dient als Ansatz (Insertionsfläche) für den Quadrizeps, genauer gesagt für zwei seiner Muskelköpfe, Musculus rectus femoris und Musculus vastus intermedius.
- Der innere Rand (Margo medialis) verjüngt sich körperfern und dient als Ansatzfläche für den medialen Teil des Quadrizeps (Musculus vastus medialis).
- Der seitliche Rand (Margo lateralis) verjüngt sich ebenfalls körperfern und dient als Ansatzfläche für den seitlichen Teil des Quadrizeps (Musculus vastus lateralis).

Die nach unten auslaufende Spitze (Apex patellae) dient als Ursprung für das Ligamentum patellae, das zum Schienbein zieht.

### Besonderheiten bei Vögeln
Die Kniescheibe der Vögel verhält sich im Wesentlichen wie die der Säugetiere. Sie ist beim Wassergeflügel relativ groß. Aufgrund der Besonderheiten in der Anatomie werden die Quadrizeps-Muskeln bei Vögeln nomenklatorisch als Musculi femorotibiales bezeichnet. Die Kniescheibe der Vögel besitzt auf der Vorderseite eine zusätzliche Muskelfurche (Sulcus musculi ambientis).

## Funktion
Die Kniescheibe vergrößert den Abstand des Kraftvektors des Quadrizeps vom Rotationszentrum des Kniegelenkes und verlängert dadurch den Hebelarm der Streckmuskulatur des Oberschenkels. Es ergibt sich eine Hebelverlängerung, aus der eine Kraftersparnis von bis zu 44 % resultiert.
Die Patella zentralisiert die entstehenden Kräfte der vier Köpfe des M. quadriceps femoris und überträgt sie reibungsarm distal auf das Lig. patellae und Tuberositas tibiae. Die Kräfte, die auf die Ansatzsehne des M. quadriceps und das Lig. patellae wirken, sind unterschiedlich. Die Patella übernimmt eine Schutzfunktion für das Femur und vergrößert die Kontaktfläche mit diesem. Sie sorgt so für eine bessere Verteilung der Kraft auf das Femur und bietet den Vorteil von zwei mit Gelenkknorpel überzogenen Gelenkflächen.
Während der Streckbewegung (Extension) legt die Kniescheibe eine Strecke von etwa acht bis zehn Zentimetern über den Oberschenkelknochen zurück.
Aufgrund der hohen Kräfte im Kniescheibengelenk, die bei Belastungen auftreten können, ist das Gelenk, zu der die Patella gehört, das am häufigsten von Arthrose betroffene Gelenk der Menschen in Deutschland.

## Krankheiten der Kniescheibe

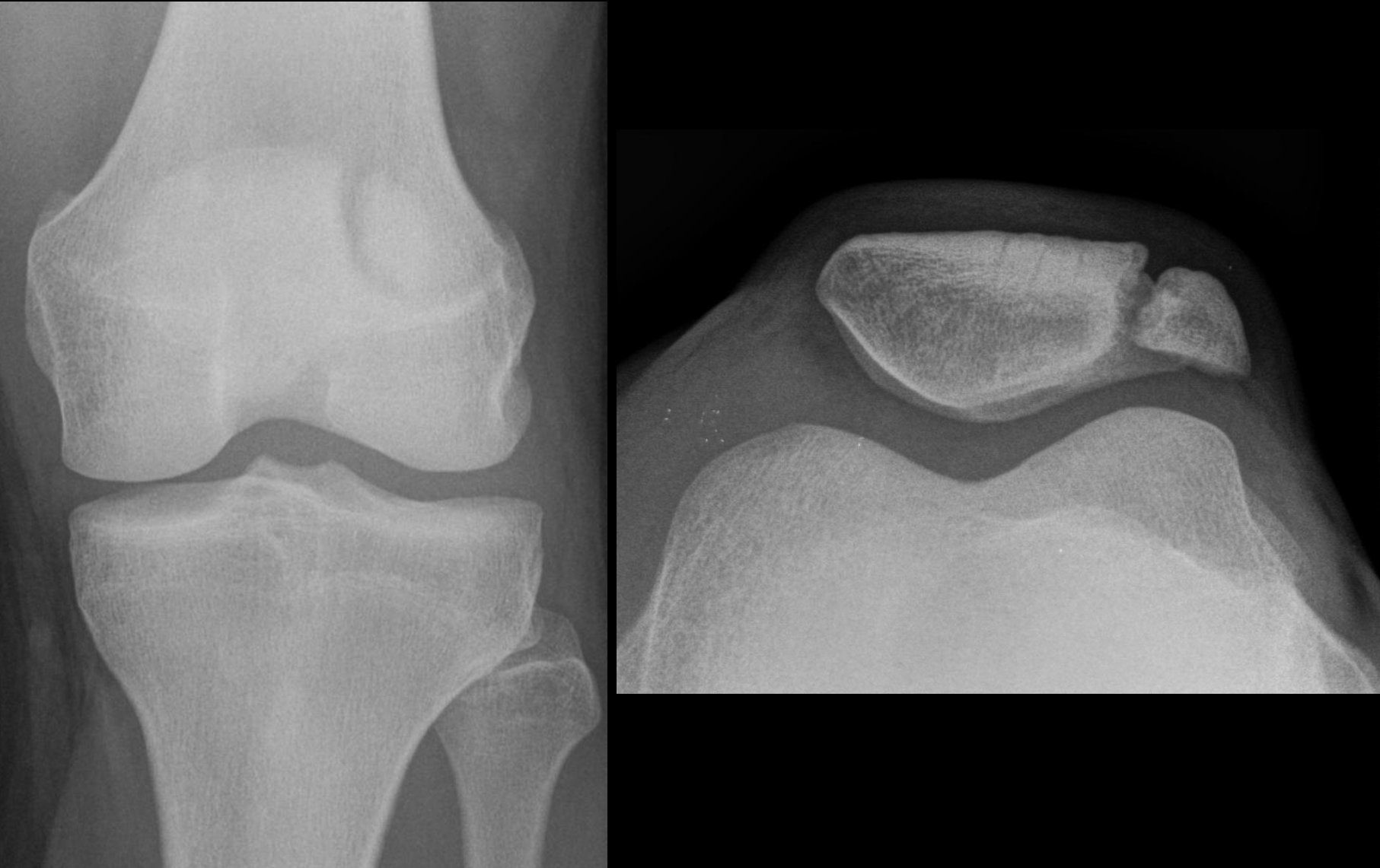
Röntgenbild einer in einen großen und kleinen Teil geteilten Kniescheibe im Gleitlager

Fehlbildungen der Kniescheibe können in Form einer fehlenden (Aplasie) oder ungenügenden Ausbildung (Patelladysplasie), durch eine ausbleibende Verschmelzung der Knochenkerne („geteilte Kniescheibe“, Patella partita) oder eine ungenügende Ausbildung des Gleitlagers mit der Möglichkeit des seitlichen Herausspringens, einer Verrenkung der Kniescheibe (Patellaluxation) auftreten. Das Small-Patella-Syndrom ist eine sehr seltene angeborene Fehlbildung, bei der die Kniescheiben deutlich verkleinert sind. 
Eine äußere Gewalteinwirkung kann zu einem Bruch der Kniescheibe (Patellafraktur) führen.
Entzündliche Veränderungen am Ansatz des Kniescheibenbandes können zur Ablösung der Kniescheibenspitze (Patellaspitzensyndrom, Larsen-Johansson-Krankheit) führen. Bei Störungen des Anpressdruckes der Kniescheibe in ihrem Gleitlager kommt es zu einer Unterversorgung des Knorpelüberzugs auf der Rückseite der Kniescheibe und damit zu Knorpelschäden (Chondropathia patellae). Chronische Veränderungen des Kniescheibengelenkes (Arthrose) manifestieren sich zumeist hinter der Kniescheibe (Retropatellararthrose).

## Veränderungen im Rahmen von Syndromen
Typischerweise treten Veränderungen der Patella bei nachstehenden Erkrankungen auf:
- Diastrophische Dysplasie
- Meier-Gorlin-Syndrom
- Popliteales Pterygiumsyndrom alle evtl. Agenesie
- Ehlers-Danlos-Syndrom
- Ellis-van-Creveld-Syndrom
- Osteogenesis imperfecta
- Marfan-Syndrom
- Rubinstein-Taybi-Syndrom
- Trisomie 21 alle evtl. Luxation
- Nagel-Patella-Syndrom Hypoplasie
- Aniridie-Patellaaplasie-Syndrom